# Rupeni Caucaunibuca

a Compétitions nationales et continentales officielles uniquement.

b Matchs officiels uniquement.
Dernière mise à jour le 30 octobre 2015.
Rupeni Caucaunibuca, dit Caucau (dans sa langue maternelle, on prononce "Saossaonimboussa"), né le 5 juin 1980 à Nabouwalu aux Fidji, est un joueur de rugby à XV et à sept fidjien. Il a joué en équipe des Fidji et évolue au poste d'ailier ou de centre. Il mesure 1 mètre 78 pour 120 kg. Il joue actuellement au Rugby à sept au Sri Lanka. Il a joué en Nouvelle-Zélande pour la province du Northland. Il a aussi effectué par le passé un passage marquant de 6 ans au SU Agen.

## Biographie
Il est reconnu dans le monde entier comme étant l'un des joueurs les plus rapides et les plus spectaculaires,. L'international écossais Chris Paterson estime que « lorsqu'il est en forme, il peut être le meilleur joueur du monde, doté d'un incroyable talent [et] qui peut gagner un match à lui tout seul. »
Il a honoré sa première cape internationale en équipe des Fidji le 18 août 2003 contre l'équipe d'Argentine.
Il a participé à la coupe du monde 2003 et y a marqué trois essais dont un contre l'équipe de France. Après avoir été meilleur marqueur du Top 16 en 2004-05 avec le SU Agen (16 essais marqués) et 2005-06 (17 essais), il connaît une saison creuse en 2006-07 avec un unique essai marqué en huit rencontres de championnat.
Il a défrayé plusieurs fois la chronique par ses retards, ses absences injustifiés et sa surcharge pondérale constante. Il a été suspendu pendant un an par la fédération fidjienne de rugby pour avoir refusé trois sélections contre les Samoa, les Tonga et la Nouvelle-Zélande au cours de l'été 2005. Il a ainsi manqué la tournée d'automne des Fidji en Europe et le Pacific Nations Cup 2006. Il écope en outre de trois mois de suspension à la suite d'un contrôle positif au cannabis. Il n'a pas été retenu dans la sélection fidjienne qui participe à la coupe du monde de rugby en septembre 2007.
Il est licencié par son club, le SU Agen en août 2007 pour ses manquements répétés à la discipline avant d'être réintégré le 27 septembre 2007. Il est finalement libéré en février 2008 avant la fin de son contrat. À l'inter saison, il est annoncé dans plusieurs clubs (dont Leicester ou le Racing Métro) mais sans qu'aucun de ces contacts n'aboutisse. En novembre 2008, c'est finalement avec le SU Agen qu'il revient à la compétition. Pour son match de reprise, il inscrit le seul essai du match, permettant à son équipe de l'emporter sur le fil 13-12 à Lyon. En février 2009, Rupeni Caucaunibuca signe pour deux années supplémentaires avec le club agenais (jusqu'en 2011).
En 2010, étant revenu en France après la reprise du Top 14, 7 semaines après la reprise de l'entraînement du SU Agen (le 12 juillet, puis une rallonge pour le 24 juillet à la suite d'une blessure à l'épaule), avec de plus un poids de forme inacceptable pour les dirigeants (128 kg au lieu des 110 réclamés par le club en fin de saison 2010), il est finalement libéré de sa dernière année de contrat et rejoint Toulouse en tant que joker médical.
En novembre 2010, il est invité avec les Barbarians français pour jouer un match contre les Tonga au Stade des Alpes à Grenoble. Ce match est aussi le jubilé de Jean-Baptiste Elissalde. Les Baa-Baas s'inclinent 27 à 28.
Après une saison sans club il signe à l'inter saison 2013 en Nouvelle-Zélande dans le National Provincial Championship où il joue pour la province du Northland dix ans après avoir déjà joué pour cette équipe.
En 2014 il signe à nouveau avec le SU Agen pour un an. Il quitte le club le 26 novembre et décide dans l'optique des Jeux olympiques d'été de 2016, de tenter sa chance au Rugby à sept au Sri Lanka.

## Statistiques

### En équipe nationale
- 7 sélections en équipe des Fidji depuis 2003
- 9 essais (45 points)
- Sélections par année : 4 en 2003, 2 en 2006, 1 en 2010
- Équipe des Fidji de rugby à sept : participation à la coupe du monde 2001 en Argentine
- 1 sélection avec les Pacific Islanders en novembre 2006 face à l'Écosse, 1 essai

En coupe du monde :
- 2003 : 2 sélections (France, Écosse), 3 essais

## Palmarès

### En club
- Auckland Blues
  - Vainqueur du Super 12 en 2003

- SU Agen
  - Vainqueur du Championnat de France de Pro D2 en 2010

- Stade toulousain
  - Vainqueur du Championnat de France en 2011 et 2012

### Distinctions personnelles
- Meilleur marqueur d'essais du championnat de France en 2005 (16 essais) et 2006 (17 essais)
- Meilleur joueur du Championnat de France en 2006
- Meilleur marqueur d'essais du Championnat de France de Pro D2 en 2010 (13 essais)